# Markthalle (Montendre)

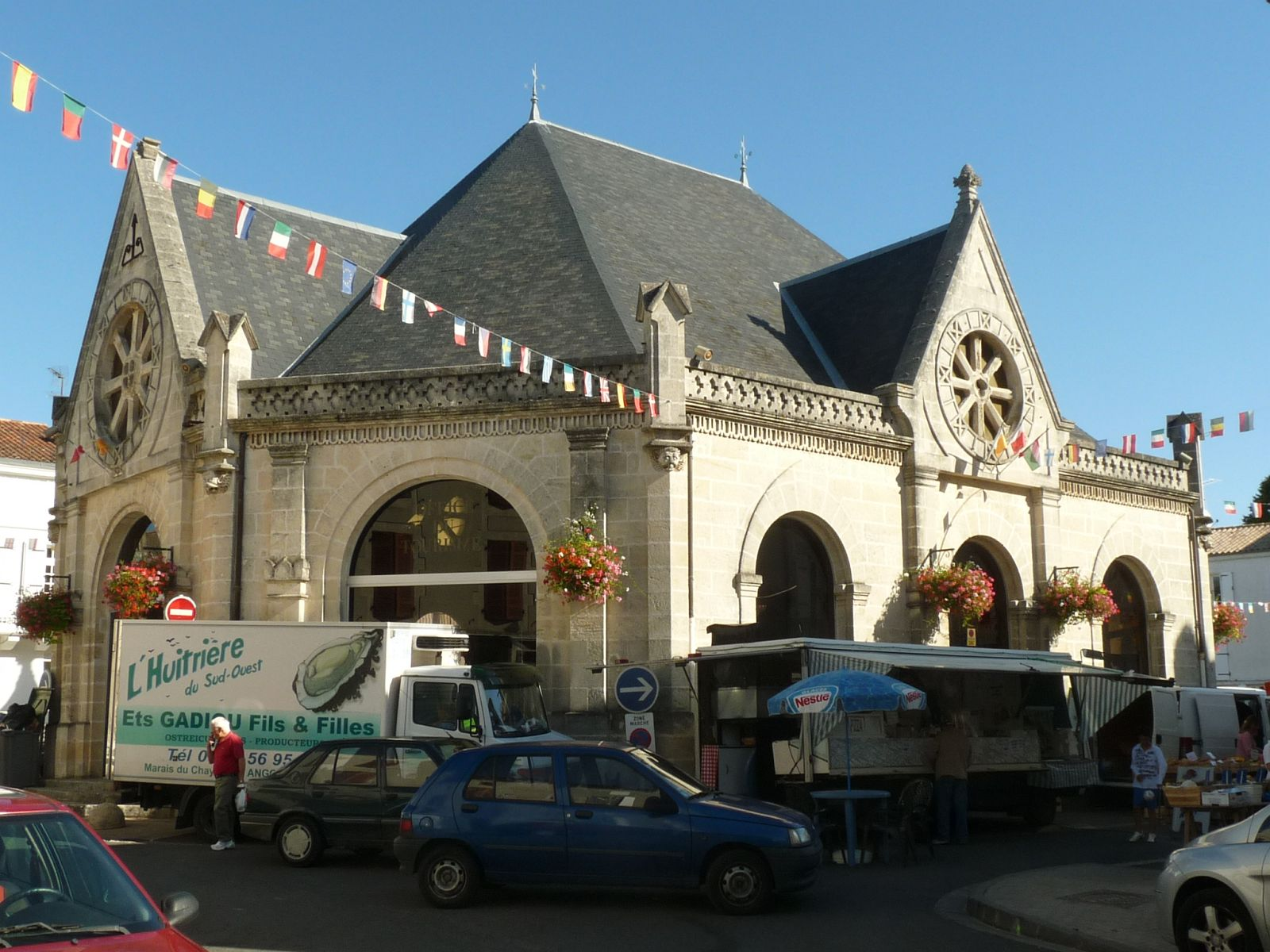
Markthalle in Montendre

Die Markthalle in Montendre, einer französischen Gemeinde im Département Charente-Maritime in der Region Nouvelle-Aquitaine, wurde von 1859 bis 1863 errichtet, um einen kleineren Vorgängerbau zu ersetzen. 
Die Markthalle ist ein erdgeschossiger Bau aus Kalksteinmauerwerk im Stil des Historismus. Über den rundbogigen Eingängen sind in Dreiecksgiebeln Rundfenster zu sehen, die an die gotischen Fensterrosen erinnern.   